# گوردون پری
گوردون پری (انگلیسی: Gordon Parry (film director)؛ ۲۴ ژوئیه ۱۹۰۸ – ۶ مهٔ ۱۹۸۱) یک کارگردان اهل بریتانیا بود. 
وی کارگردان فیلم‌هایی همچون خیابان باند و تا سه نشه بازی نشه بوده است.